# Cherry Lips
Cherry Lips (Go Baby Go!) è il secondo singolo dall'album Beautifulgarbage dei Garbage. Una parte degli incassi di "Cherry Lips" fu destinata alla Croce Rossa. Il brano raggiunse la ventiduesima posizione in Gran Bretagna e rimase tre settimane nella top 40.

## Profilo della canzone
"Cherry Lips" è stata scritta e registrata agli Smart Studios durante le sessioni di registrazione dell'album "Beautifulgarbage" nel 2001. Si tratta probabilmente di uno dei lavori "più pop" dei Garbage.

## Singolo
Il singolo fu pubblicato nel gennaio 2002 e raggiunse la top ten in Australia e Italia. In Gran Bretagna arrivò alla ventiduesima posizione, rimanendo in classifica soltanto per quattro settimane. Nonostante la band desiderasse che fosse pubblicato anche negli Stati Uniti, la loro casa discografica rifiutò. La canzone ha sponsorizzato una famosa marca di orologi in Italia. Inoltre, la canzone è diventata parte integrante della colonna sonora del gioco musicale Amplitude della nota casa di sviluppo videoludico Harmonix, famosa soprattutto per la serie di Guitar Hero e Rock Band.

## Distribuzione
Il video della canzone è stato registrato a New York nell'ottobre del 2001 e diretto da Joseph Kahn e vede la cantante Shirley bionda e con i capelli corti.
Il brano è stato usato come colonna sonora della pubblicità Actimel di Danone e dalla Rai per le olimpiadi del 2012 a Londra.

## Tracce
UK CD1
1. Cherry Lips (Go Baby Go!)
2. Enough Is Never Enough
3. Cherry Lips (Go Baby Go!) (Howie B Remix)
4. Cherry Lips (Go Baby Go!) (CD-ROM video)

UK CD2
1. Cherry Lips (Go Baby Go!)
2. Use Me
3. Cherry Lips (Go Baby Go!) (Roger Sanchez Tha S Man's Release Edit)

EU/UK 12" vinyl
1. Cherry Lips (Go Baby Go!) (Roger Sanchez Tha S Man's Release Mix)
2. Cherry Lips (Go Baby Go!) (MaUVe's Dark Vocal With Accapella)

EU CD/AUS CD1
1. Cherry Lips (Go Baby Go!)
2. Use Me
3. Enough Is Never Enough
4. Cherry Lips (Go Baby Go!) (Howie B Remix)

JPN CD/AUS CD2
1. Cherry Lips (Go Baby Go!)
2. Cherry Lips (Go Baby Go!) (Roger Sanchez Tha S Man's Release Edit)
3. Cherry Lips (Go Baby Go!) (Howie B Remix)
4. Cherry Lips (Go Baby Go!) (MaUVe's Dark Vocal With Accapella)
5. Cherry Lips (Go Baby Go!) (Roger Sanchez Tha S Man's Release Mix)

## Classifiche
| Classifica (2002) | Posizione massima |
| ----------------- | ----------------- |
| Australia         | 7                 |
| Belgio (Fiandre)  | 68                |
| Belgio (Vallonia) | 62                |
| Irlanda           | 27                |
| Italia            | 8                 |
| Nuova Zelanda     | 22                |
| Paesi Bassi       | 80                |
| Regno Unito       | 22                |
| Svizzera          | 85                |

## Date di pubblicazione
| Data rilascio    | Paese         | Casa discografica   | Formato                        |
| ---------------- | ------------- | ------------------- | ------------------------------ |
| 27 dicembre 2001 | Giappone      | Sony Japan          | CD maxi                        |
| 7 gennaio 2002   | Europa        | PIAS Recordings     | 12" vinile, CD maxi, CD single |
| 14 gennaio 2002  | Australia     | Festival Records    | 2×CD single set                |
| 14 gennaio 2002  | Nuova Zelanda | Festival Records    | 2×CD single set                |
| 21 gennaio 2002  | Regno Unito   | Mushroom Records UK | 12" vinile, 2×CD single set    |